# Enrique Echandi
Enrique Echandi Montero (San José, 17 de febrero de 1866 – 19 de febrero de 1959) fue un pintor costarricense, famoso ante todo por sus retratos oficiales de presidentes de su país y por la representación no canónica del héroe nacional Juan Santamaría en su cuadro La quema del Mesón.

## Biografía
Hijo de Laureano Echandi Morales (1837-1898) y Ana Nicolasa Montero Aguilar (1845-1904), Enrique creció con sus otros tres hermanos (José Dolores, Rosa y Alberto; él era el segundo) en una familia próspera. De niño, le gustaba el campo y solía dibujar las escenas que observaba en las fincas que tenía la familia. «Así entró en contacto con el paisaje rural, los animales y los personajes que habitaban zonas del campo como Orosi, Juan Viñas y El Monte de Heredia».
Después de terminar la primaria, Echandi ingresó en el Instituto Nacional de Costa Rica (años 1870), donde fue alumno de Enrique Twight (1825-1884), que daba clases de acuarela y de quien hizo un retrato al carboncillo, y Enrique Etheridge (1862-1893), que enseñaba dibujo y pintura al óleo y pastel.
Enrique Echandi viajó en 1886 a Alemania, donde estudió primero en la Academia de Pintura y Dibujo de Leipzig y después en la Escuela de Bellas Artes del Instituto Real de Estudios de Múnich (1888-1891). En ese país se casó con Katarina Maukisch, una pianista germana, el 30 de noviembre de 1890 y al año siguiente regresó a Costa Rica. La pareja tuvo cuatro hijo (Raúl Armando, 1892, fallecido a los tres meses; Guido, 1892-1919; Flora, 1894-1970; y Moraima, 1900-1973).

## El pintor

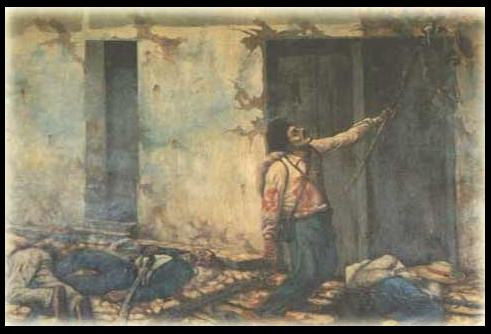
La quema del Mesón, detalle

El cuadro de Echandi que más ha dado que hablar es probablemente La quema del Mesón, en la que el héroe costarricense Juan Santamaría es representado «como un mulato de ensortijado cabello (lo que apunta a la ascendencia negra de Juan), descalzo, y dando fuego al alero del Mesón con una larga caña como tea (símbolo de la libertad) en una de sus crispadas manos; ya manando sangre, evidentemente impactado por muchas balas». El óleo, expuesto por vez primera en la exposición nacional de arte realizada en el Edificio Metálico de San José entre el 17 y el 31 de enero de 1897 fue recibido de uñas por la crítica de la época. Así, Juan Vicente Quirós, escribió en el matutino La República, del que era director y dueño, que el cuadro era «no solo reprochable desde el punto de vista artístico, sino también desde el punto de vista patriótico» y, como muchos otros del salón, debería «ser condenado sin misericordia a las llamas», además, lo calificó de «caricatura».
El problema, como escribe Guillermo Brenes, es que esa obra «no es un retrato triunfalista y condescendiente; más bien el cuadro se puede ver como una suerte de “calvario laico”, una imagen atroz y sombría del sufrimiento y de la muerte. Un detalle importante es la indumentaria del personaje central, quien viste la ropa rústica y gastada del campesinado. Los gestos del cuerpo de Santamaría (cabeza y brazos, sobre todo), la posición (de rodillas) y del rostro (pálido, desencajado y con los ojos bien abiertos) plasman a un héroe caído, cuyo último suspiro se convierte quizá por azar en un llamado a los que prefieren la muerte al dolor de ver sucumbir a su patria».
Posiblemente a causa de las airadas críticas provocadas por su representación del icono nacional, a Echandi no se le dio participación en la naciente Escuela Nacional de Bellas Artes ni en la decoración del Teatro Nacional, hitos de la vida artística costarricense ocurridos ambos en 1897. La quema del Mesón —que se encuentra actualmente en el Museo Histórico Cultural Juan Santamaría de Alajuela— fue presentado aquel mismo año por el pintor junto con otros seis cuadros a la Primera Exposición Centroamericana celebrada en Guatemala, pero resultó descalificado del concurso; sin embargo, Echandi ganó medalla de bronce por uno de sus retratos.
A ese galardón le siguieron muchos otros, tanto nacionales como internacionales, entre los que se pueden citar el premio Cruz de los Apóstoles en la Exposición Panamericana (1901) en Buffalo (Nueva York), por un retrato de Felipe Eduardo Lehnard (expuesto hoy en el Museo de Arte Costarricense), o la medalla de plata en la Exposición Nacional de 1917.
Pintó retratos tanto particulares como oficiales, entre los que cabe citar los de los presidentes de Costa Rica José Joaquín Rodríguez Zeledón, Ascensión Esquivel Ibarra, Cleto González Víquez y Alfredo González Flores.
Echandi se esforzaba por darse a conocer no solo tomando parte en certámenes, sino también exhibiendo sus obras en las vitrinas de las principales librerías y farmacias de San José. Solo tuvo dos importantes exposiciones en vida: una compartida con Tomás Povedano en 1950, organizada por el Museo Nacional de Costa Rica, y la retrospectiva de sus óleos y dibujos en la Casa del Artista, en marzo de 1956.
Echandi, que además de la pintura y el dibujo cultivó la música, se dedicó también a la enseñanza, siendo profesor en los liceos de Costa Rica y de Heredia, en los colegios Superior de Señoritas y en el de San Agustín, así como en la Escuela Normal. 
"Aunque nunca trabaja en la Escuela Nacional de Bellas Artes, a partir de 1891 da clases particulares a jóvenes que desean conocer sobre arte o dedicarse a la pintura". Además, en su casa organiza reuniones culturales (noches culturales), "donde los asistentes exponen sobre sus más recientes conocimientos e intercambian opiniones; la esposa de Echandi ejecuta piezas musicales clásicas para deleitar a los convidados. Esta labor es trascendental porque en un medio tan limitado en lo cultural como lo es Costa Rica en esa época, esas reuniones deben haber sido el alimento espiritual que tanto necesitaban los intelectuales; es también antecedente del Círculo de Amigos del Arte", subrayan en su libro sobre Teodorico Quirós Floria Barriobueno y María Enriqueta Guardia.
Echandi murió en su ciudad natal, a los 93 años de edad, y está sepultado en el Cementerio General de San José.

## Premios y reconocimientos
- Primera Exposición Centroamericana, Guatemala, 1897: Medalla de bronce
- Exposición Panamericana, Buffalo (Nueva York), 1901: Cruz de los Apóstoles por su retrato de Felipe Eduardo Lehnard
- Exposición Centroamericana, Guatemala, 1903: Medalla de plata y pergamino por el retrato de Francisco María Iglesias
- Fiesta del Arte, San José, 1905: Primero y segundo premios
- Exposición Nacional de 1917: Medalla de plata
- Seleccionado para representar a Costa Rica, junto con Ezequiel Jiménez Rojas, Tomás Povedano y Emil Span, en la Exposición Panamericana de Pintura de 1925, patrocinada por el Museo de Arte de Los Ángeles y celebrada en su recinto
- Premio de honor, con Span y el alemán Eginhard Menghius, en el Segundo Certamen Literario y Artístico de 1930
- Homenaje del Colegio Superior de Señoritas, 1940, por sus largos años de labor cultural